# Biała (Kołaczkowice)
Biała – część wsi Kołaczkowice w Polsce, położona w województwie świętokrzyskim, w powiecie buskim, w gminie Busko-Zdrój.
W latach 1975–1998 Biała administracyjnie należała do województwa kieleckiego.
W Białej urodził się Andrzej Radwański.